# Gascueña de Bornova
Gascueña de Bornova és un municipi de la província de Guadalajara, a la comunitat autònoma de Castella-La Manxa.

## Demografia
| 1991 | 1996 | 2001 | 2004 |
| ---- | ---- | ---- | ---- |
| 39   | 50   | 50   | 54   |